# Tadeusz Lipiński (porucznik)
Tadeusz Lipiński (ur. 12 października 1897 w Nowym Brzesku, zm. 1940 w ZSRR) – porucznik saperów Wojska Polskiego, ofiara zbrodni katyńskiej. 

## Życiorys
Urodził się 12 października 1897 w Nowym Brzesku, w rodzinie Joachima i Marii z Massalskich. W 1916 wstąpił do Polskiej Organizacji Wojskowej. Od 1918 roku w szeregach 2 Pułku Szwoleżerów Rokitniańskich, brał udział w walkach z oddziałami czeskimi na Śląsku Cieszyńskim, za co otrzymał Krzyż Walecznych. 
W lipcu 1919 r. skierowany do Szkoły Podchorążych Piechoty w Komorowie, skąd przeszedł następnie do Szkoły Podchorążych Saperów w Warszawie. Wziął udział w wojnie polsko-bolszewickiej.
1 czerwca 1921 pełnił służbę w Grupie Inżynieryjnej nr 5, a jego oddziałem macierzystym był 5 pułk saperów. Później służył w 10 pułku saperów. W 1923 został awansowany do stopnia porucznika ze starszeństwem z dniem 1 grudnia 1921 w korpusie oficerów inżynierii i saperów. Z dniem 30 września 1928 został przeniesiony do rezerwy w następstwie „stwierdzonej przez komisję superrewizyjną utraty zdolności fizycznych”. W 1934 jako oficer rezerwy pozostawał w ewidencji Powiatowej Komendy Uzupełnień Ostrowiec. Posiadał przydział w rezerwie do 2 batalionu saperów w Puławach.
Skorzystał z możliwości zamieszkania na Wołyniu w ramach osadnictwa wojskowego, wspieranego przez państwo polskie na Kresach Wschodnich i w lipcu 1938 przeniósł się do miejscowości Deraźne w powiecie rówieńskim.
Zmobilizowany, wziął udział w walkach podczas kampanii wrześniowej. 8 kwietnia 1940 r. został aresztowany przez NKWD w Tuczynie i osadzony w więzieniu w Równem. 31 maja 1940 r. został wywieziony do więzienia NKWD w Kijowie. Jego nazwisko znajduje się na tzw. Ukraińskiej Liście Katyńskiej, na liście dyspozycyjnej 66/1-90. Ofiary tej części zbrodni katyńskiej zostały pochowane na otwartym w 2012 Polskim Cmentarzu Wojennym w Kijowie-Bykowni.
Jego dokumenty, w tym książeczka wojskowa, ukryte na terenie szkoły w Tuczynie, zostały odnalezione latem 2008 r.

## Ordery i odznaczenia
- Krzyż Walecznych – 18 maja 1923[8][9]
- Medal Niepodległości – 9 listopada 1933 „za pracę w dziele odzyskania niepodległości”[10][1]